# Banovina della Zeta
La banovina della Zeta (in serbo-croato Zetska banovina/Зетска бановина) era una delle banovine in cui era suddiviso il Regno di Jugoslavia. Il territorio comprendeva l'attuale Montenegro, la Dalmazia meridionale con Ragusa, la parte orientale della Erzegovina e parti del Sangiaccato e della Metochia. Prende il nome dall'omonimo fiume.

## Confini

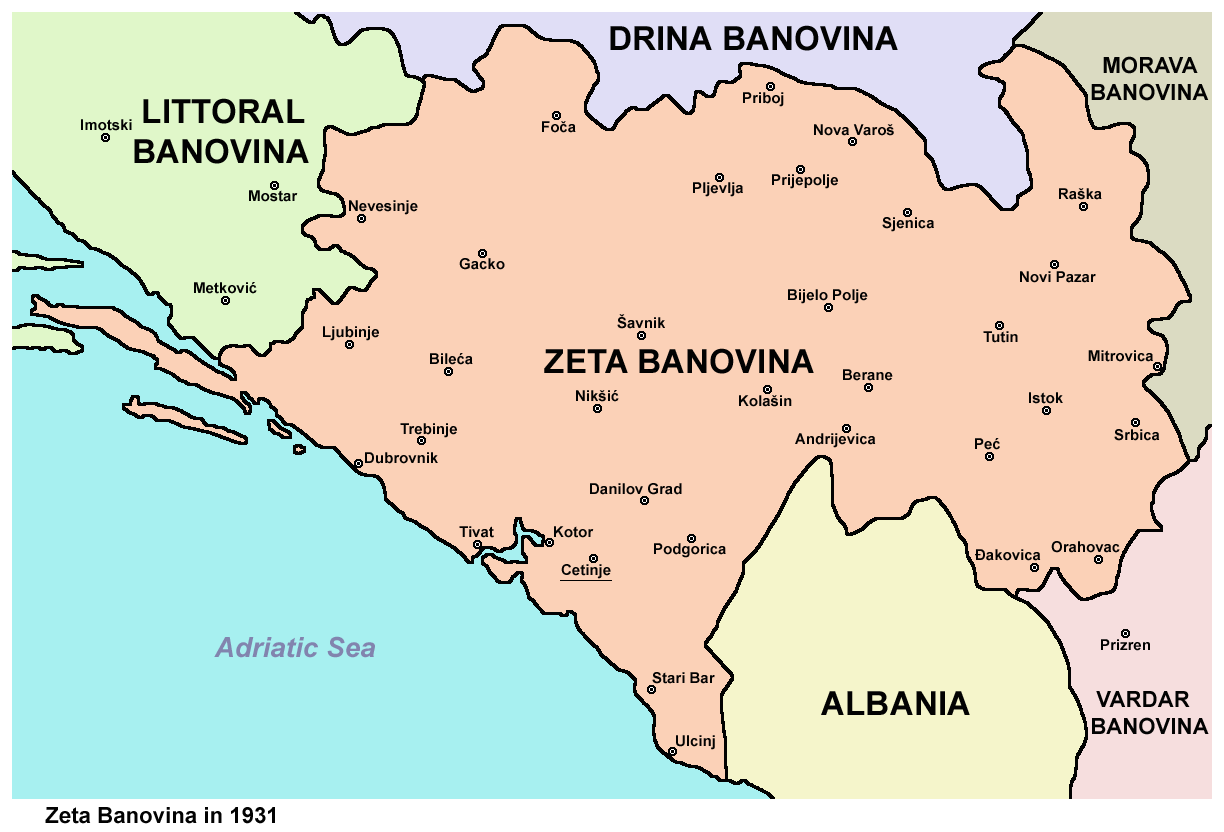
La banovina nel 1931.

I confini della banovina erano definiti come:
(Costituzione del Regno di Jugoslavia, 3 settembre 1931)

## Storia
La banovina venne creata nel 1929 con la riorganizzazione dello stato degli Sloveni, Croati e Serbi nel Regno di Jugoslavia sotto il governo di Alessandro I. Nel 1939, la zona a maggioranza croata tra le bocche di Cattaro e Sabbioncello, compresa la città di Ragusa, venne annessa alla neonata banovina di Croazia.
La banovina venne abolita nel 1941 in seguito all'occupazione nazista. Il territorio limitrofo alle bocche di Cattaro fu annesso al Regno d'Italia (provincia di Cattaro), mentre la parte restante fu divisa tra il regno del Montenegro, il Regno albanese (entrambi stati-satelliti dell'Italia fascista) e lo Stato Indipendente di Croazia (stato fantoccio sotto il controllo nazista).
Al termine della seconda guerra mondiale il territorio venne diviso tra le repubbliche sociali di Montenegro, Bosnia ed Erzegovina, Serbia e Croazia in seno alla Repubblica Socialista Federale di Jugoslavia.

## Lista dei bani
| Bano (Nato-Morto)            | Mandato        | Mandato        |
| Bano (Nato-Morto)            | Inizio         | Fine           |
| ---------------------------- | -------------- | -------------- |
| Krsto Smiljanić (1868–1944)  | 9 ottobre 1929 | 1931           |
| Uroš Krulj (1875–1961)       | 1931           | 1932           |
| Aleksa Stanišić (1877–?)     | 1932           | 1934           |
| Mujo Sočica (?–1942)         | 1934           | 12 agosto 1936 |
| Petar Ivanišević (1878–1961) | 12 agosto 1936 | 1939           |
| Božidar Krstić (?–?)         | 1939           | 1941           |
| Blažo Đukanović (1883–1943)  | 1941           | 17 aprile 1941 |